# تیغ‌پشت حشره‌خوار برهنه‌بینی
تیغ‌پشت حشره‌خوار برهنه‌بینی(نام علمی: Microgale gymnorhyncha) نام یک گونه از سرده ریزراسویی‌ها است.